# Iváncsa
Iváncsa là một thị trấn thuộc hạt Fejér, Hungary. Thị trấn này có diện tích 25,17 km², dân số năm 2010 là 2913 người, mật độ 116 người/km².